# Вешняки (платформа)
Вешняки́ — железнодорожный остановочный пункт Казанского и Рязанского направлений Московской железной дороги на территории Москвы. К югу от платформы находится станция метро «Рязанский проспект».
Располагается у Вешняковского путепровода, по которому улица Паперника и улица Юности пересекают пути железной дороги.
Открыт в 1879 году. Состоит из двух посадочных платформ, боковой (южной) и островной (северной). Платформы соединены подземным переходом, который также используется для перехода между районами Вешняки и Рязанский. Вход на платформы со стороны перехода, там же расположены кассы.
Платформа подверглась реконструкции в 2003—2004 годах, оборудована турникетами.
Расстояние по путям от Казанского вокзала составляет 13 км, от ближайшей платформы Выхино — около 1 км. Относится ко второй тарифной зоне.

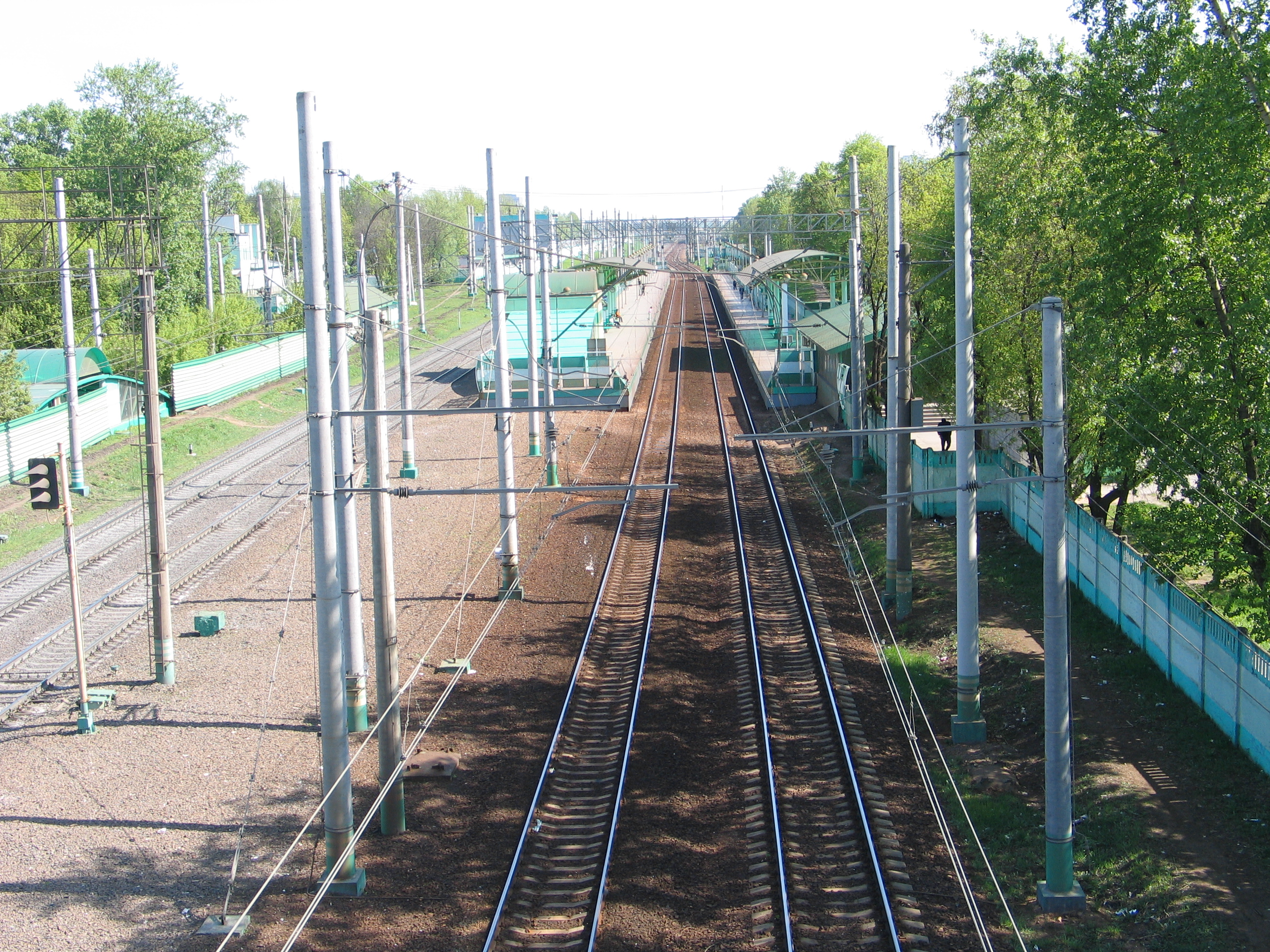
Вид на платформу Вешняки и пути Казанского направления.

## Наземный общественный транспорт
На этой станции можно пересесть на следующие маршруты городского пассажирского транспорта:
- Автобусы: м74, 51, 197, 371, 580, с613, 620, 697, 703, 725